# Michel Der Zakarian
Michel Der Zakarian, född 18 februari 1963, är en armenisk fotbollstränare och tidigare fotbollsspelare. 

## Karriär
Den 22 juni 2021 blev Der Zakarian anställd som ny huvudtränare i Brest. Den 11 oktober 2022 blev han avskedad då klubben låg på sista plats i Ligue 1.
Den 8 februari 2023 återvände Der Zakarian till Montpellier. Den 20 oktober 2024 blev han avskedad kort efter en 5–0-förlust mot Marseille. Montpellier låg då sist i serien med endast fyra poäng på nio matcher.